# Workmania
Genre
Workmania est un genre d'araignées aranéomorphes de la famille des Zodariidae.

## Distribution
Les espèces de ce genre se rencontrent en Asie du Sud-Est.

## Liste des espèces
Selon World Spider Catalog (version 17.5, 20/10/2016) :
- Workmania botuliformis Dankittipakul, Jocqué & Singtripop, 2012
- Workmania juvenca (Workman, 1896)

## Publication originale
- Dankittipakul, Jocqué & Singtripop, 2012 : Systematics and biogeography of the spider genus Mallinella Strand, 1906, with descriptions of new species and new genera from southeast Asia (Araneae, Zodariidae). Zootaxa, no 3369, p. 1-327.